# Клас Інгессон
Клас Інгессон (швед. Klas Ingesson; 20 серпня 1968, Едесгег — 29 жовтня 2014) — шведський футболіст, що грав на позиції півзахисника. Відомий виступами за клуби «Гетеборг», «Мехелен» та «Барі», а також національну збірну Швеції. Дворазовий чемпіон Швеції. Володар Кубка УЄФА. Володар Кубка Інтертото.

## Клубна кар'єра
Народився 20 серпня 1968 року в місті Едесгег. Вихованець футбольної школи місцевого клубу «Едесгег».
У дорослому футболі дебютував 1986 року виступами за команду «Гетеборг», в якій провів чотири сезони, взявши участь у 53 матчах чемпіонату.
Своєю грою за цю команду привернув увагу представників тренерського штабу бельгійського «Мехелена», до складу якого приєднався 1990 року. Відіграв за команду з Мехелена наступні три сезони. Більшість часу, проведеного у складі «Мехелена», був основним гравцем команди.
Згодом з 1993 по 1995 рік грав у складі нідерландського ПСВ та англійського «Шеффілд Венсдей».
1995 року уклав контракт із італійським клубом «Барі», у складі якого провів наступні три роки. Граючи у складі «Барі», також здебільшого виходив на поле в основному складі команди.
Протягом 1998—2001 років захищав кольори «Болоньї» та «Олімпіка» (Марсель).
Завершив професійну ігрову кар'єру у клубі «Лечче», за який виступав на умовах оренди в 2001 році.

## Виступи за збірну
1989 року дебютував в офіційних матчах у складі національної збірної Швеції. Протягом кар'єри у національній команді, яка тривала 10 років, провів 57 матчів, забивши 13 голів.
У складі збірної був учасником чемпіонату світу 1990 року в Італії, чемпіонату Європи 1992 року у Швеції, а також чемпіонату світу 1994 року у США, на якому команда здобула бронзові нагороди.

### Статистика виступів за збірну
| Швеція | Швеція | Швеція |
| Рік    | Ігри   | голи   |
| ------ | ------ | ------ |
| 1989   | 6      | 3      |
| 1990   | 9      | 3      |
| 1991   | 4      | 0      |
| 1992   | 11     | 3      |
| 1993   | 8      | 0      |
| 1994   | 13     | 3      |
| 1995   | 1      | 0      |
| 1996   | 4      | 1      |
| 1997   | 0      | 0      |
| 1998   | 1      | 0      |
| Усього | 57     | 13     |

## Титули і досягнення
- Чемпіон Швеції (2):

«Гетеборг»: 1987, 1990
- Володар Кубка УЄФА (1):

«Гетеборг»: 1986-87
- Володар Кубка Інтертото (1):

«Болонья»: 1998
- Бронзовий призер чемпіонату світу: 1994

## Особисте життя
Клас Інгессон був одружений і мав двох синів.

## Смертельна хвороба
У 2009 році у колишнього спортсмена діагностували мієломну хворобу. Інгессон помер від неї 29 жовтня 2014 року. В останній рік життя він у співпраці з Хенріком Екбломом Юстеном написав мемуари. Вони були опубліковані в березні 2015 року під назвою «Це просто маленький рак: про життя, смерть та міф про себе» (швед. Det är bara lite cancer: Om livet, döden och myten om mig själv).